# کلاودیا یوسا
کلاودیا یوسا (اسپانیایی: Claudia Llosa‎؛ زادهٔ ۱۵ نوامبر ۱۹۷۶) کارگردان فیلم، فیلم‌نامه‌نویس، و تهیه‌کننده فیلم اهل پرو است.
از فیلم‌ها یا مجموعه‌های تلویزیونی که وی در آن‌ها نقش داشته‌است، می‌توان به شیر اندوه اشاره نمود.